# Sa Majesté Orthodoxe

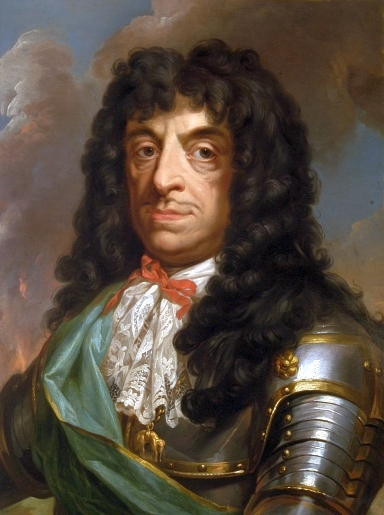
Jean II Casimir Vasa

Sa Majesté Orthodoxe (en Polonais : Król Prawowierny, en Latin Rex Orthodoxus) est un prédicat honorifique octroyé par le pape aux rois de Pologne.
Le titre honorifique de Majesté orthodoxe fut décerné en 1661 par le pape Alexandre VII au roi Jean II Casimir de République des Deux Nations, ainsi qu'à ses successeurs. Ce titre fut accordé en récompense de l'expulsion des sociniens de Pologne par la Sejm en 1658.
Le sobriquet de Roi Orthodoxe, dans sa version latine originale « Rex Orthodoxus », était à tort associé à l'orthodoxie chrétienne orientale, alors que la religion traditionnelle et dominante de l'État était le catholicisme.
Le titre ne fut finalement pas adopté par les monarques polonais successifs et ne fut utilisé qu'occasionnellement par Jean III Sobieski, qui reçut lui-même le titre de « Defensor Fidei » du pape Innocent XI en 1684, après sa victoire décisive sur l'Empire ottoman lors de la bataille de Vienne en 1683.

## Titres similaires
Les monarques d'autres nations européennes ont reçu des titres similaires de la part du pape :
- Hongrie : Majesté Apostolique (octroyé vers 1000) ;
- France : Majesté Très Chrétienne (octroyé vers 1380) ;
- Espagne : Majesté Catholique (octroyé vers 1493) ;
- Portugal : Majesté Très Fidèle (octroyé en 1748).
- Angleterre, Grande-Bretagne puis Royaume-Uni : Défenseur de la Foi (octroyé en 1521 puis révoqué en 1530) ;